# Condado de Rosellón

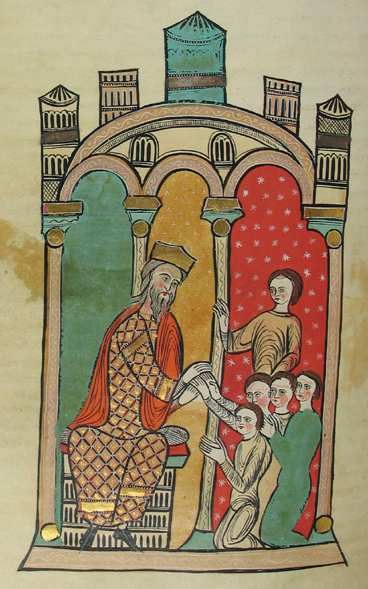
Representa un juramento de lealtad de los hombres de Perpiñán a Alfonso II el Casto al tomar posesión este último del país del Rosellón.

El condado de Rosellón fue uno de los condados existentes durante la Alta Edad Media en el territorio denominado Marca Hispánica. Su capital histórica es Perpiñán y desde 1659 forma parte de Francia.

## Orígenes
Los orígenes del condado del Rosellón se encuentran en un antiguo condado visigótico cuya jurisdicción correspondía, muy probablemente, al de la antigua ciudad iberorromana de Ruscino y con el obispado de Elna. Este primitivo condado, que comprendía las comarcas históricas de Plana del Rosellón, Conflent y Vallespir, lo creó el rey visigodo Liuva I en el año 571.

## El dominio franco
Los árabes ocuparon el condado en 721 y conservaron su dominio hasta que en 760 el rey Pipino el Breve lo anexiona al reino de los francos después de haber conquistado Narbona a los musulmanes en 759. Durante estos cuarenta años de dominio sarraceno, el condado del Rosellón queda prácticamente despoblado. Pipino el Breve restableció el antiguo condado visigótico, fijando la capital en Ruscino; los condes poseían un castillo, el "Castrum" o "Castellum Rossilio", por eso Ruscino pasó a llamarse Castellrosellón (en catalán: Castellrosselló).
La historia del condado del Rosellón entre los siglos VIII y IX no es demasiado conocida. Entre los años 812 y 832 fue conde de Rosellón Gaucelmo, hijo del conde Guillermo I de Tolosa, hermano de Bernardo de Septimania y hermanastro del conde Bera. En 816 Gaucelmo se convirtió en conde de Ampurias y, a partir del año 829 utilizó el título de marqués de Gotia.
En 832, el condado del Rosellón quedó incluido dentro de los dominios del conde Berenguer de Tolosa que, tras su muerte, pasó a Bernardo de Septimania. Después de que Bernardo de Septimania fuera ejecutado en Tolosa, en 844, por orden de Carlos el Calvo, el dominio del condado del Rosellón le fue concedido al conde Suniario I de Ampurias. El conde Guillermo II de Tolosa, hijo de Bernardo de Septimania, asesinó a Suniario en 848 rigiendo el condado hasta que también fue asesinado en el 850. A partir de ese momento el condado del Rosellón fue regido por los condes francos: Alerán (850-852); Odalrico (852-857); Hunifredo (857-863) y Bernardo de Gotia (863-878). Como recompensa por su participación en la represión de la revuelta de Bernardo de Gotia, el conde Miró el Viejo, de Conflent, hermano de Wifredo el Velloso, fue nombrado conde del Rosellón por el rey Luis el Tartamudo en 878.

## El fin del poder carolingio
Con la muerte de Luis el Tartamudo (879), se inicia la descomposición del Imperio carolingio. Durante el último cuarto del siglo IX, los reyes francos perdieron el poder y en todas las regiones del reino los nobles locales convirtieron sus cargos en hereditarios. De esta forma, en todo el imperio carolingio, los condes dejaron de ser funcionarios nombrados y destituidos por el rey, para convertirse en pequeños soberanos.
En esta situación de crisis terminal del imperio carolingio, a la muerte de Miró el Viejo (895), el condado pasó a su primo hermano Suñer II de Ampurias, sin que en ello interviniera para nada el poder real.

## La unión con Ampurias
Durante casi todo el siglo X, el condado del Rosellón estuvo unido al condado de Ampurias pero, al parecer, a finales del siglo IX una parte del antiguo condado del Rosellón (Alto Rosellón, Conflent y una gran parte de Vallespir) ya había pasado al dominio del conde Miró II de Cerdaña, hijo de Wifredo el Velloso, quedando reducido a la parte costera del Rosellón y del Vallespir. Dentro del conjunto formado por Ampurias y el Rosellón, el núcleo político perteneció siempre a la parte ampurdana; los condes de Ampurias y Rosellón residían en la ciudad de Ampurias hasta que, a causa de la presión de los piratas normandos y árabes, el conde Gausfredo I estableció la residencia condal en Castellón de Ampurias. Tras la muerte de Gausfredo I (931-991), sus dos hijos, contraviniendo el testamento paterno que establecía un gobierno común e indivisible sobre todos sus dominios, se repartieron los condados: Hugo I (991-1040) fue conde de Ampurias y Guislaberto I (991-1014) lo fue del Rosellón. Del co-gobierno dispuesto por Gausfredo sólo quedaron unas determinadas cláusulas pactadas entre ambos herederos: el derecho a asistir a los juicios y pleitos celebrados en cualquiera de los dos condados, repartiéndose los derechos percibidos de justicia; permitir que el conde del Rosellón permaneciera en Ampurias, la antigua capital, cobrándole todos los censos y usos del lugar, o que Hugo y Guislaberto pudiesen poseer dominios en el territorio del otro. En 1014, Hugo I de Ampurias, aprovechando la muerte de Guislaberto y la minoría de edad de su hijo y sucesor Gausfredo II (1014-1074), invadió el Rosellón; empresa que fracasó gracias a la ayuda del conde de Besalú Bernardo Tallaferro y de su hermano el abad Oliva, ex-conde de Berga, a Gausfredo II, reconocido como conde del Rosellón en el pacto de 1019, auspiciado por Oliva. La división en 991 fue irreversible y los condados de Ampurias y Rosellón no volvieron a tener un condado común.

## La independencia del condado
El conde Guislaberto del Rosellón, trasladó su residencia condal desde Castellrosellón hasta una villa llamada Perpiñán, la cual inició un ascenso continuado hasta acabar convertida en la capital del Rosellón, en detrimento de Elna, la sede episcopal rosellonesa.
A Guasfredo II le sucedió su hijo Guislaberto II (1074-1102) que pactó con el conde de Ampurias sobre los derechos respectivos acerca de las posesiones militares y eclesiásticas. Gerardo I (1102-1113), hijo y sucesor de Guislaberto II, había marchado a Tierra Santa como cruzado y participó en las conquistas de Antioquía (1098) y Jerusalén (1099). En 1102, volvió al Rosellón para hacerse cargo del condado, pero en 1109 marchó de nuevo a Tierra Santa donde murió asesinado en 1112, pasando el condado a su hijo Gausfredo III.
Durante la época del conde Gausfredo III (1113-1164) en el Rosellón hubo períodos muy turbulentos a causa de los ataques de los piratas sarracenos, y a las malas relaciones mantenidas con el conde Hugo I de Ampurias (1116-1154) motivadas por sus ambiciones territoriales sobre el Rosellón. Por ello, en el conflicto ampuriano-barcelonés de 1128, el conde del Rosellón se puso de parte de Ramón Berenguer III; por otro lado, después de un breve período de tregua, en 1147, Gausfredo II y Hugo I volvieron a enfrentarse por el dominio del castillo de Requesens.
La crisis política rosellonesa se acentuó con la sublevación de Gerardo contra su padre, Gausfredo III. Este pudo conservar el condado gracias a la ayuda de Hugo III de Ampurias (1154-1175), favorable, en contra de la opinión de Hugo I, al entendimiento con la dinastía del Rosellón. En 1162, Gausfredo III se reconcilió con su hijo y Gerardo obtuvo el señorío de Perpiñán siendo reconocido, nuevamente, como heredero del condado.

## La anexión del condado a la Corona de Aragón
Gerardo II de Rosellón (1164-1172), enfermo y sin hijos, dejó el condado en herencia a Alfonso II de Aragón (Alfonso el Casto), decisión tomada, según manifiesta el conde, de acuerdo con el consejo de sus súbditos. En su testamento Gerardo II estableció que el Rosellón «todo íntegramente lo doy a mi señor el rey de los aragoneses» por la fe depositada en su soberano Alfonso II, que fue inmediatamente reconocido como rey en Perpiñán. En los círculos políticos roselloneses, ante la extinción del linaje condal parece que se juzgó más conveniente unirse a la Corona de Aragón. Véase al respecto la explicación aportada por Santiago Sobrequés en Els Barons de Catalunya, Ed. Vicens-Vives, 4ª ed., 1989, págs. 16-17.</ref> en lugar de considerar los derechos de Hugo III de Ampurias sobre el Rosellón, por la descendencia de las dinastías condales ampurdana y rosellonesa de un tronco común: el de los antiguos condes de Ampurias-Rosellón de los siglos IX y X. Suñer II (862-915), Gausberto (915-931) y Gausfredo I (931-991), a la muerte del cual, sus hijos, Hugo I de Ampurias (991-1040) y Guislaberto I de Rosellón (991-1014), se habían repartido el dominio reconociéndose, sin embargo ciertos derechos comunes sobre la totalidad del antiguo patrimonio.
Contando pues con el apoyo de la aristocracia local en 1173, después de muerto Gerardo II, Alfonso el Casto convoca una asamblea de nobles roselloneses en Perpiñán, en la que estableció unos estatutos de paz y tregua válidos para todo el condado del Rosellón y la diócesis de Elna.

## Los condados del Rosellón y la Cerdaña
Seguramente como reacción a la amenaza que significaba la cruzada anti-cátara del Languedoc, dirigida por nobles franceses hacia 1209, el rey Pedro II de Aragón (Pedro el Católico) concedió en herencia a su tío Sancho, conde de la Cerdaña desde 1181, el condado del Rosellón, incluyendo el Conflent y aquellos territorios del alto Rosellón y del Vallespir, que habían formado parte del Condado de Besalú; por tanto el condado del Rosellón volvía a coincidir con la diócesis de Elna. Sancho I de Rosellón-Cerdaña, fue sucedido por su hijo Nuño Sancho, a la muerte del cual (1242), sus condados revirtieron a la Corona de Aragón. 
En su testamento de 1261, Jaime I de Aragón dispuso que los condados del Rosellón y la Cerdaña habían de pasar a formar parte del reino de Mallorca, que correspondería a su hijo Jaime, quedando separados del Reino de Aragón, hoy Aragón, Cataluña y del Reino de Valencia que serían para Pedro III de Aragón (Pedro el Grande); a partir de entonces, el infante Jaime administra como veguer (una versión local del corregidor castellano) su futuro reino.
Tras la muerte de Jaime I (1276), este testamento se puso en práctica y los condados del Rosellón y de la Cerdaña pasaron a dominio de Jaime II de Mallorca (1276-1311), que convirtió a Perpiñán en la segunda capital del reino.
El territorio de los condados del Rosellón y Cerdaña, se dividía en veguerías: la veguería del Rosellón, con capital en Perpiñán se unió a la de Vallespir con el territorio de Illa que, hasta 1309 había formado parte de la del Conflent. La veguería de Conflent, con la capital en Villafranca de Conflent, correspondía, aproximadamente, al actual Conflent con la veguería del Capcir; la veguería de Cerdaña tenía su capital en Puigcerdà con la veguería del Baridà y el territorio del Valle de Ribes disponía de su propia administración.
En 1344, Pedro el Ceremonioso, se anexionó el reino de Mallorca y constituyó los condados del Rosellón y Cerdaña gobernándose ambos —independientes de la gobernación del Principado de Cataluña— con capital en Perpiñán.
En el siglo XV, las tensiones políticas de Cataluña condujeron al estallido de la Guerra de los Remensas (1462-1472) cuando Cataluña se rebeló contra Juan II. Entonces, para conseguir la ayuda de Luis XI de Francia contra los rebeldes, Juan II firmó en 1462 el Tratado de Bayona con el que se empeñaban al rey de Francia los condados de Rosellón y Cerdaña a cambio de recibir armas y dinero. En 1463, Luis XI ocupó los condados donde, a partir de 1472, cuando ya la guerra había terminado en el resto de Cataluña, comenzó a extenderse la revuelta contra los franceses; el 12 de febrero de 1473, Juan II entró, con un ejército, en Perpiñán y se atrincheró en ella mientras la guarnición francesa se retiraba al castillo real y un nuevo ejército de Luis XI volvía a sitiar Perpiñán. Tras una tregua acordada en 14 de junio, se llegó al Tratado de Perpiñán, pactando que los combates se llevaran a cabo en un territorio neutral. Sin embargo, Luis XI, contraviniendo el tratado ocupó Elna en 1474 e hizo ejecutar al gobernador Bernardo de Oms en el castillo de Perpiñán. El 10 de mayo de 1475, tras ocho meses de asedio, los perpiñaneses aceptaron la orden de Juan II de rendirse a los franceses. Por haber resistido este largo y penoso asedio, Juan II concedió a Perpiñán el título de Fidelíssima Vila. La represión francesa fue extrema, y se produjeron varias revueltas contra los ocupantes, como la del 1477. La dominación francesa finalizó con el Tratado de Barcelona (1493) en la que Carlos VIII de Francia aceptó restituir los condados a Fernando el Católico.
Durante el siglo XVI, los condados del Rosellón y la Cerdaña se vieron afectados por las continuas guerras entre la España y Francia. En 1520, un ejército francés se apoderó de la Torre de Querol y llegó a Puigcerdà; en 1542, Perpiñán fue defendida por el duque de Alba contra el batallón dirigido por Enrique, Delfín de Francia. Los franceses efectuaron un nuevo intento de anexión en 1595. Debido a esta inseguridad, Carlos I y Felipe II reforzaron las fortificaciones de Perpiñán y convirtieron el antiguo palacio de los reyes de Mallorca en una ciudadela.

## La anexión a Francia
Dentro del contexto de la guerra de los Treinta Años (1618-1648), en 1635 Felipe IV de España declara la guerra a Luis XIII de Francia. En 1639 los franceses tomaron Salses; poco después, en 1640, Cataluña se subleva contra Felipe IV y así se inicia la Guerra de los Segadores (1640-1659); en 1641, Luis XIII fue proclamado conde de Barcelona y Cataluña se divide entre partidarios de Francia y partidarios de España. Esta situación de guerra dio lugar al Tratado de los Pirineos (1659), que estableció la anexión a Francia del Condado de Rosellón y parte del territorio del Condado de Cerdaña (Alta Cerdaña), excepto el Valle de Ribes (Con el Valle de Nuria), y la villa de Llivia. El resto de la comarca de Cerdaña (Baja Cerdaña) se mantuvo bajo administración española.
La nueva administración francesa dará al territorio el nombre de provincia del Rosellón. En 1790, cuando la Asamblea Nacional francesa decidió dividir todo el reino en departamentos y suprimir las antiguas provincias, la antigua provincia del Rosellón quedó englobada en el departamento de los Pirineos Orientales.
El Tratado de los Pirineos dio origen a lo que algunos catalanes de ambos lados de la frontera denominan informalmente Cataluña Norte, la cual no coincide exactamente con los antiguos condados de Rosellón y de Cerdaña, ni tampoco con la antigua diócesis de Elna. Los pueblos de la Cerdaña anexionados a Francia pertenecían al Obispado de Urgel. Tras la anexión estos pueblos pasaron al obispado de Elna, posteriormente trasladado a Perpiñán en el siglo XVIII.

## Condes del Rosellón
Nombrados por los reyes francos:
- Gaucelmo (812-832)
- Berenguer de Tolosa (832-835)
- Bernardo de Septimania (835-844)
- Suniario I de Ampurias (844-848)
- Guillermo II de Tolosa (848-850)
- Alerán (850-852)
- Odalrico (852-857)
- Hunifredo (857-863)
- Bernardo de Gotia (863-878)
- Miró el Viejo (878-895)

Condes de Ampurias y Rosellón:
- Suniario II de Ampurias (895-915)
- Benció (915-916)
- Gausberto (915-931)
- Gausfredo I (931-991)

Condes del Rosellón:
- Guislaberto I (991-1014)
- Gausfredo II (1014-1074)
- Guislaberto II (1074-1102)
- Gerardo I (1102-1113)
- Gausfredo III (1113-1164)
- Gerardo II (1164-1172)

Condes del Rosellón y la Cerdaña:
- Sancho de Rosellón-Cerdaña (1209-1223)
- Nuño Sánchez (1223-1242)